# Св. св. Петър и Павел (София)
Вижте пояснителната страница за други значения на Свети апостоли Петър и Павел.
„Св. св. Петър и Павел“ е българска православна църква в комплекса на Софийската духовна семинария.

## Местоположение
Храмът е разположен в квартал Коньовица, в северната част на едноименния парк „Св. св. Петър и Павел“, на булевард „Константин Величков“.

## История
Изграждането на храма започва на 12 юли 1929 година и продължава до 1933 година. Основният камък е положен от митрополит Стефан Софийски, викарния епископ Паисий Знеполски, кмета на София Владимир Вазов, министър-председателя Андрей Ляпчев и министъра на външните работи и изповеданията Атанас Буров. Завършената църква е осветена на 1 април 1934 година.
Преди изграждането на храма е изграден малък параклис със същото име, който продължава да работи и след издигането на основната църква с ново име „Св. четиридесет мъченици Севастийски“. В началото на 90-те години на XX век параклисът е запуснат, разрушен и ограбен.

## Архитектура
В архитектурно отношение храмът е кръстокуполна трикорабна базилика с три престола. Централният престол е посветен на апостолите Петър и Павел, северният на равноапостолите Константин и Елена, а южният на Свети патриарх Евтимий.
Иконостасът е дело на дебърски майстори от рода Филипови.